# Programme Pioneer
Le programme Pioneer est un programme de la NASA d'exploration du Système solaire à l'aide de sondes spatiales. Entre 1958 et 1978, 19 sondes Pioneer ont été envoyées avec des missions et des configurations différentes vers la Lune, le Soleil, Jupiter, Saturne et Vénus. Les sondes les plus remarquables sont Pioneer 10 et Pioneer 11, qui ont exploré les planètes externes.

## Contexte

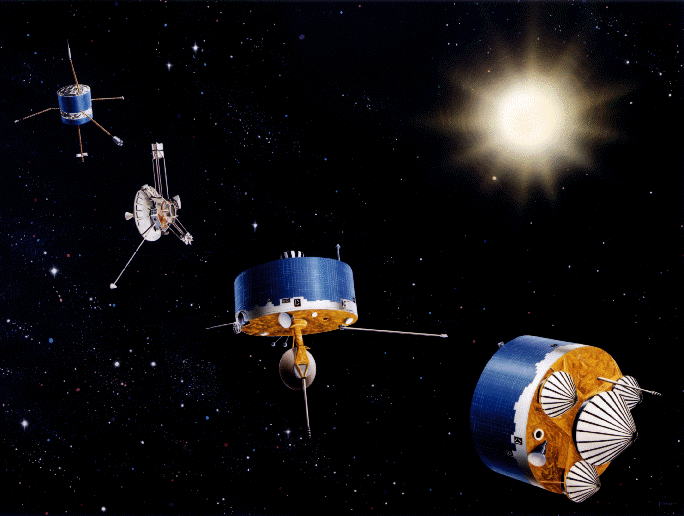
Quelques-uns des modèles de sondes Pioneer (vue d'artiste) : de gauche à droite : Pioneer 6, Pioneer 10, Pioneer Venus 1 et Pioneer Venus 2.

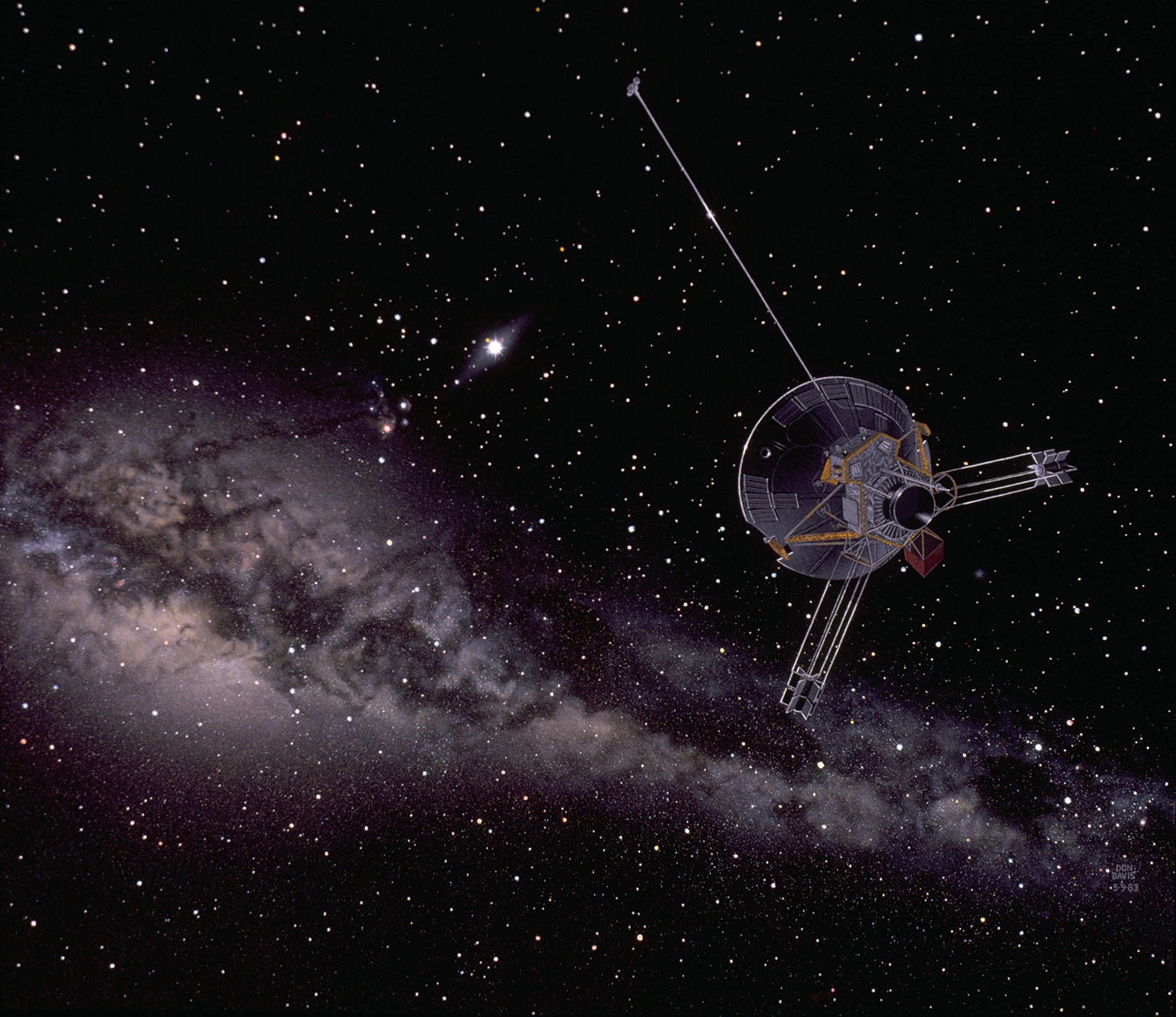
Sonde Pioneer (vue d'artiste).

Les sondes Pioneer sont les premières sondes spatiales lancées par les États-Unis au début de l'ère spatiale. Le programme est mis sur pied par l'Armée de l'Air américaine avant d'être transféré à la NASA dans le cadre de sa création en 1958. Contrairement aux autres programmes d'exploration du Système solaire de la NASA de l'époque qui regroupent des engins spatiaux similaires avec des objectifs restreints lancés sur une période de quelques années, les sondes du programme Pioneer ont des caractéristiques très différentes et le programme, qui s'est étalé sur 20 ans, a pris pour cible une grande partie des corps célestes accessibles à l'époque hormis Mars et Mercure. La numérotation des sondes a connu de nombreux changements et plusieurs sondes portent des références multiples qui ont pu changer au cours de leur construction au gré des évolutions de l'organisation du programme.

## Le survol de la Lune (1958-1960)
Le programme Pioneer regroupe les premières sondes américaines de l'ère spatiale lancées vers d'autres corps célestes. La course à l'espace, que se livrent les États-Unis et l'Union soviétique, après avoir eu comme enjeu l'envoi d'un engin sur orbite basse terrestre prend ensuite comme cible la Lune. Aux États-Unis, la NASA n'a pas encore été créée et deux institutions militaires se lancent dans la course vers la Lune :
- l'Armée de l'Air américaine utilise le lanceur Thor Able constitué de son missile balistique moyenne portée Thor surmonté par deux étages supérieurs de la fusée Vanguard. La Thor-Able peut lancer vers la Lune une sonde d'environ 45 kg.
- l'Armée de Terre américaine propose d'utiliser le lanceur Juno II développé par Wernher von Braun. Cette fusée, moins puissante, ne permet de lancer que 6–7 kg vers la Lune.

L'Armée de l'Air fait concevoir sa sonde spatiale par le JPL. Celle-ci comporte une rétrofusée de 11 kg qui doit lui permettre de se placer en orbite autour de la Lune et plusieurs expériences scientifiques d'une masse totale comprise entre 15,6 kg et 17,8 kg dont un magnétomètre, un détecteur de micrométéorites, une caméra infrarouge et un détecteur de particules à haute énergie. Trois tentatives de lancement ont lieu :
- Pioneer 0 lancé le 17 août 1958 devance la première sonde spatiale soviétique Luna qui ne sera lancée que 37 jours plus tard. Mais le premier étage de la fusée explose à 15 km d'altitude.
- Pioneer 1 est lancée le 11 octobre 1958 mais, à la suite d'une défaillance du premier étage Thor, la sonde effectue une trajectoire balistique jusqu'à 114 700 km et retombe sur Terre le 12 octobre[1].
- Pioneer 2 est lancé le 8 novembre 1958 après un nouvel échec des Soviétiques, mais cette tentative est de nouveau victime d'une défaillance du lanceur.

Les deux sondes que lance l'Armée de Terre américaine sont beaucoup plus rudimentaires du fait de la faible capacité d'emport de leur lanceur. Les sondes Pioneer 3 et Pioneer 4, qui pèsent un peu plus de 6 kg ont pour objectif d'effectuer un simple survol de la Lune. Les deux engins emportent un compteur Geiger. Pioneer 3 est lancé le 6 décembre 1958, mais est victime d'un arrêt prématuré du premier étage de la fusée. Mais Luna 1 parvient en janvier 1959 à effectuer un survol de la Lune et l'astronautique soviétique prouve de nouveau sa supériorité. Le lancement de Pioneer 4 le 3 mars 1959 se passe à peu près normalement, mais le lanceur imprime une vitesse plus importante que prévu à la sonde qui passe à 60 000 km de la Lune. La sonde se place ensuite sur une orbite héliocentrique décrite en 407 jours.
La NASA qui vient d'être créée travaille sur une nouvelle série de sondes lunaires qui seront toutes des échecs et n'ont jamais reçu de dénomination officielle. Selon les documents elles sont désignées, lorsqu'elles sont nommées, sous les termes de Pioneer X ou Pioneer P. Ces sondes lancées par une fusée Atlas-Able avaient une masse comprise entre 168,9 et 175 kg dont près de 55 kg d'instrumentation scientifique. Les sondes devaient être placées sur une orbite haute autour de la Lune. Un premier lancement (Pioneer X ou P3) échoue le 28 novembre 1959. Le deuxième lancement (Pioneer Y ou P30) n'a lieu qu'un an plus tard, le 25 septembre 1960, mais une défaillance de l'étage supérieur du lanceur conduit à un échec. Le troisième et dernier lancement a lieu le 15 décembre 1960 et est de nouveau victime d'une défaillance d'un étage supérieur du lanceur.   
Pioneer 5 est une sonde à part qui a pour objectif d'effectuer des mesures dans le milieu interplanétaire entre Vénus et le Soleil. Cette sonde de 40,5 kg est lancée avec succès le 11 mars 1960 par une fusée Thor Able. Elle comporte 4 instruments, dont un magnétomètre, un détecteur de micrométéorites, un compteur Geiger et un capteur d'électrons et protons à haute énergie. Elle fournit des données jusqu'à 36 millions de km durant à peu près un mois conformément à ses spécifications.

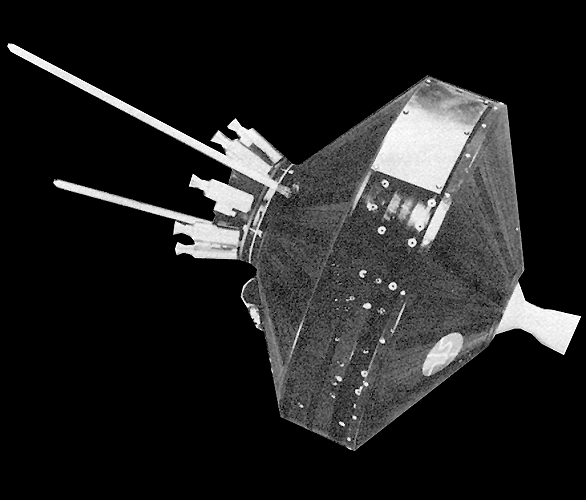
Sonde du type Pioneer 0, 1 et 2.
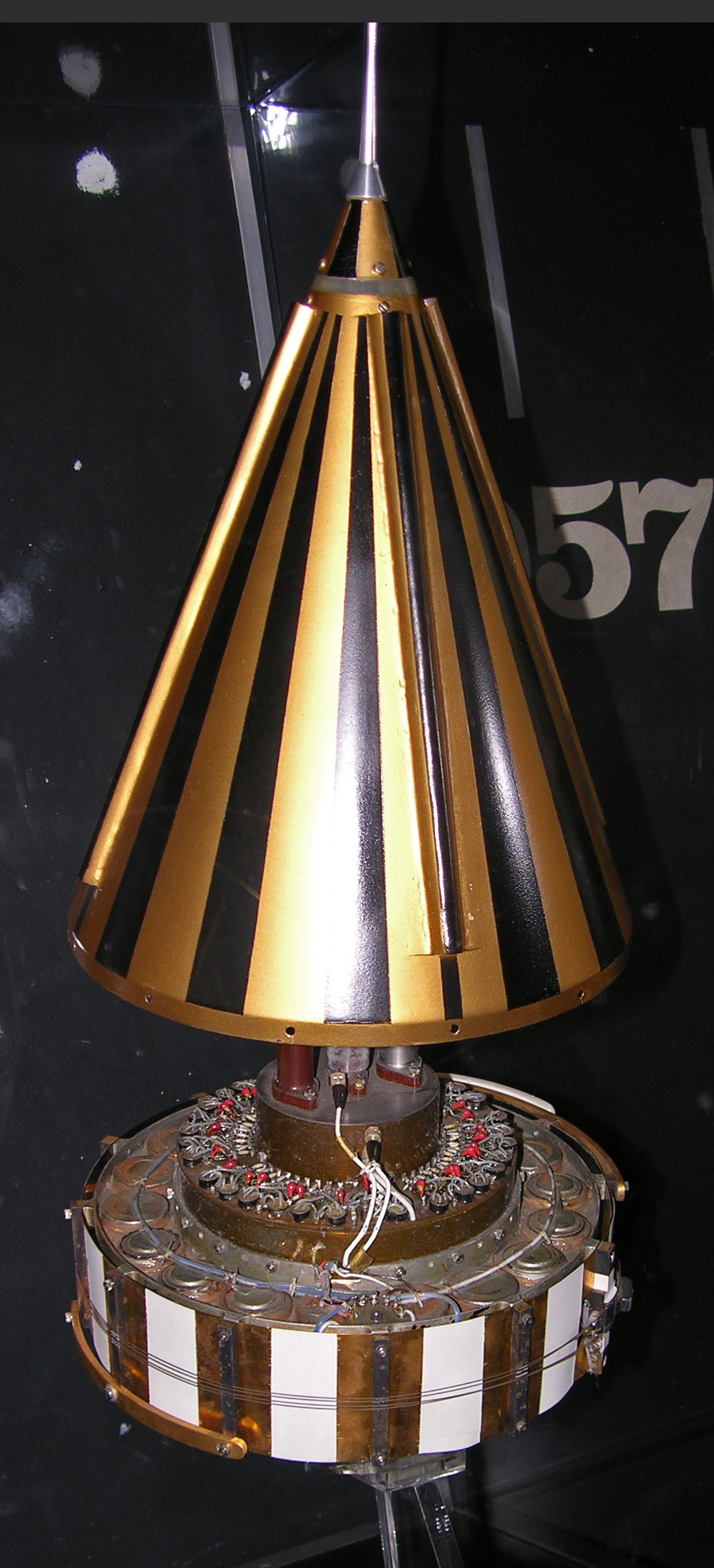
Sonde de rechange de type Pioneer 3 et 4.
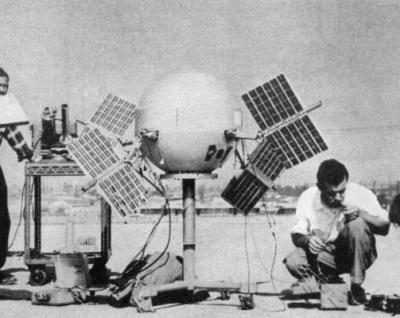
Pioneer 5 en cours de test.

## L'exploration du milieu interplanétaire et étude du Soleil (1965-1969)

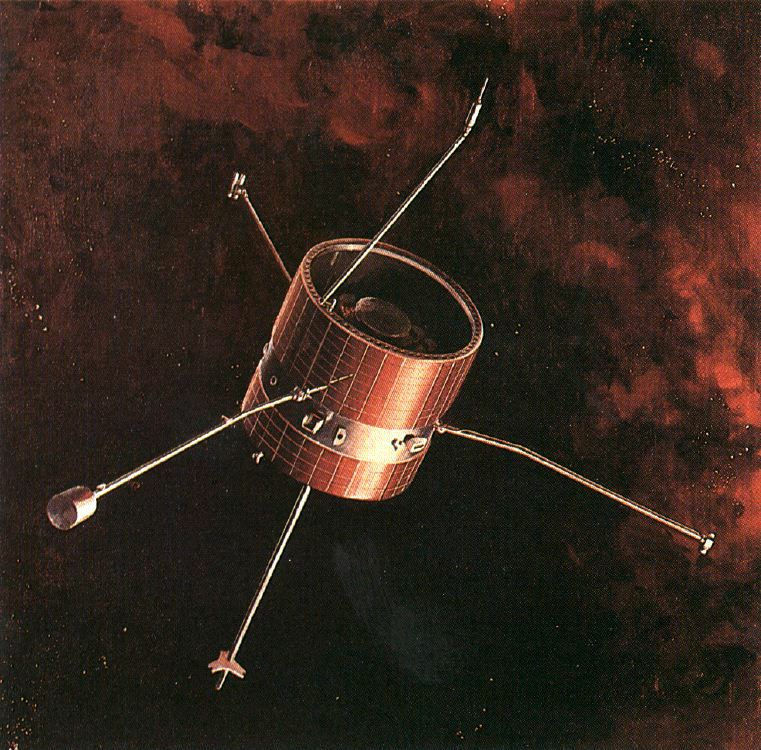
Vue d'artiste d'une sonde de la série Pioneer 6 à 9.

Cinq ans après la dernière mission Pioneer, la NASA exhume cette appellation pour une série de missions destinées à étudier l'espace interplanétaire. L'agence spatiale a pour objectif de s'assurer que les vaisseaux du programme Apollo qui doivent s'aventurer dans l'espace interplanétaire ne vont pas être confrontés à des phénomènes dangereux : nuages denses de poussière interplanétaire, rayons cosmiques à haute énergie. Cinq petites sondes à faible coût, d'une durée de vie de 6 mois, et pesant de 62,3 (Pioneer 6 et 7) à 67 kg sont développées par la société TRW. Toutes les missions emportaient un magnétomètre, un détecteur de micrométéorites et deux détecteurs destinés à mesurer le vent solaire et les rayons cosmiques. Seul le lancement de la dernière mission (Pioneer E) échoua. Le fonctionnement des quatre premières sondes Pioneer 6, 7, 8 et 9 dura nettement plus longtemps que ce qui était exigé.

## L'exploration des planètes extérieures  (1972-1973)

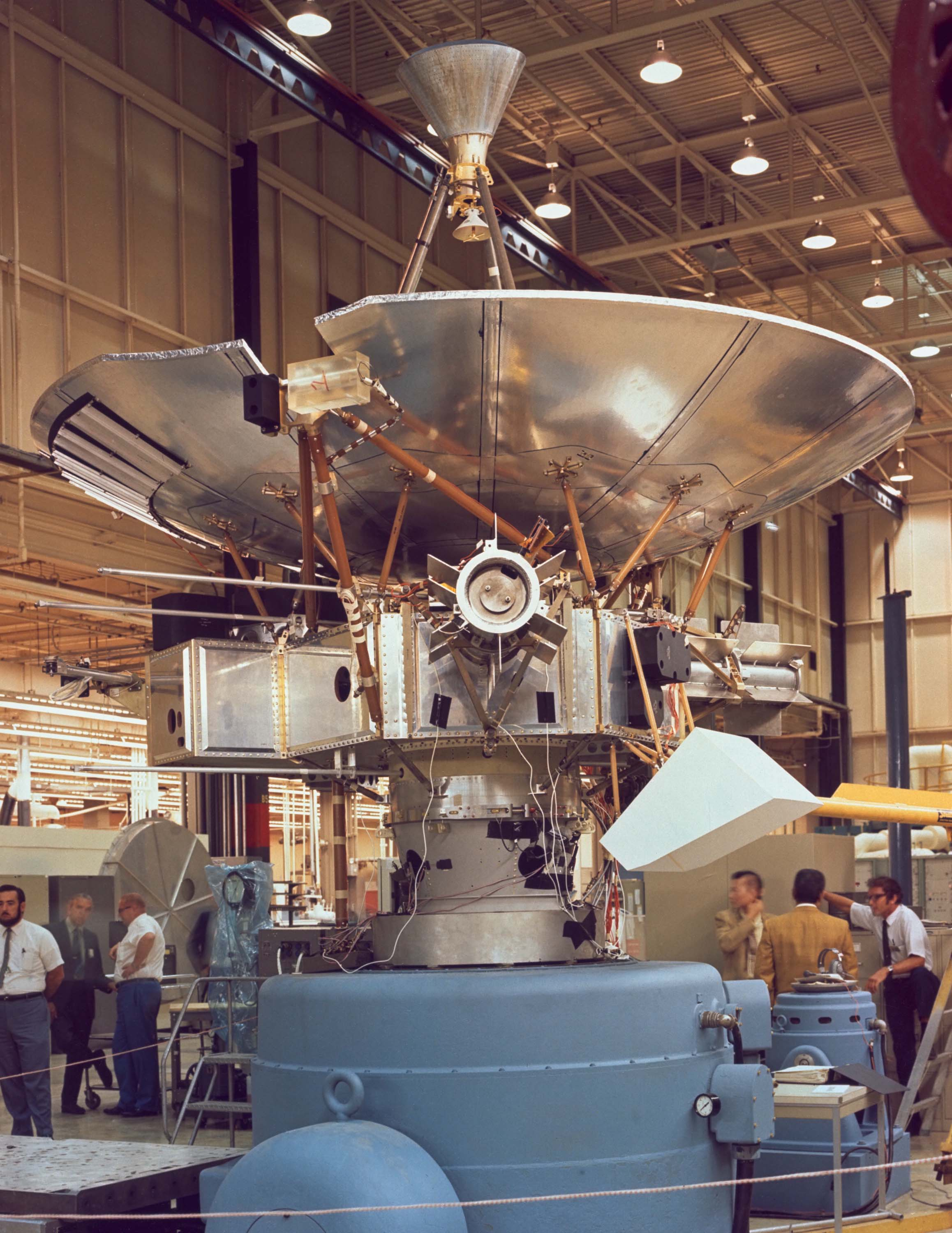
Pioneer 10, en construction en 1971. Pioneer 10 et 11 sont les sondes les plus connues du programme Pioneer, les premières sondes à survoler les planètes extérieures.

À la fin des années 1950, la NASA avait mis en place un grand programme d'exploration du Système Solaire. Il devait profiter d'une configuration exceptionnelle qui devait permettre de visiter toutes les planètes extérieures avec une seule sonde spatiale. Ce programme était appelé le Grand Tour, ou « Grand Tour Suite » renommé par la suite « Outer Planets Grand Tour Project » (OPGTP), et était basé sur le projet « Thermoelectric Outer Planets Spacecraft » (TOPS), dont la NASA était l'unique maître d'œuvre. Mais des restrictions budgétaires contraignirent l'agence à se replier sur une solution moins coûteuse. Elle décida de recourir aux plates-formes Pioneer, fabriquées par Hugues Industrie, et qui avaient déjà fait leurs preuves (Programme Pioneer). Les sondes Pioneer F et G, rebaptisées ensuite 10 et 11, se contenteraient d'explorer Jupiter, et peut-être l'une des deux sondes pourrait être déviée jusqu'à Saturne.

### Pioneer 10
Pioneer 10 (Pioneer F avant son lancement) décolla le 2 mars 1972 et fut lancée avec une précision remarquable vers Jupiter. La trajectoire des Pioneer était stabilisée par effet gyroscopique en leur imprimant un léger mouvement de rotation. Ainsi, l'orientation des instruments de mesure ne pouvait pas être modifiée. Malgré cela la mission fut particulièrement réussie et de nombreuses mesures et images furent récoltées. Pioneer 10 fut la première sonde spatiale à franchir la ceinture d'astéroïdes. On put, à cette occasion, se rendre compte qu'elle n'était pas composée d'une multitude de météorites, mais plutôt parsemée de grands astéroïdes. La distance la plus courte avec Jupiter fut atteinte le 3 décembre 1973. Depuis, elle continue sa course dans l'espace en direction d'Aldébaran dans la constellation du Taureau. Ces sondes étant amenées à sortir du Système solaire, une plaque gravée a été apposée sur Pioneer 10 (et 11 voir Plaque de Pioneer), avec un schéma représentant un homme et une femme ainsi que des informations sur l'origine et les créateurs de la sonde.

### Pioneer 11
Pioneer 11 (Pioneer G avant son lancement) fut lancée à son tour le 5 avril 1973, après que Pioneer 10 fut sortie de la ceinture d'astéroïdes. La mission Pioneer 10 avait été suffisamment réussie pour se tourner maintenant vers Saturne. Les ingénieurs utilisèrent, pour cela, l'effet de fronde de Jupiter, qui fut atteint le 3 décembre 1974. Pioneer 11 passa au plus près de Saturne le 1er septembre 1979.
Pioneer H, identique aux sondes Pioneer 10 et 11, fut développée à la demande des scientifiques, mais ne fut jamais lancée. La sonde spatiale est visible au National Air and Space Museum de Washington.

## Les sondes Pioneer Venus (1978)

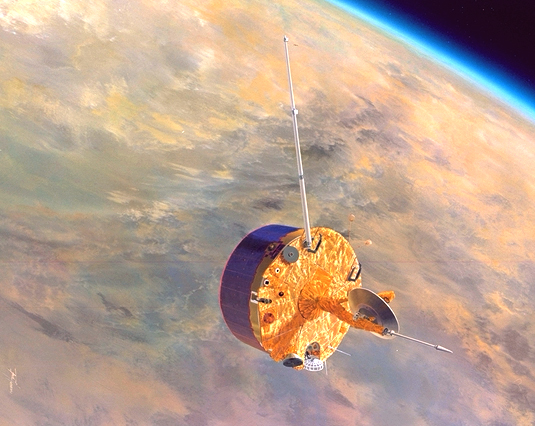
Pioneer Venus 1 (vue d'artiste).

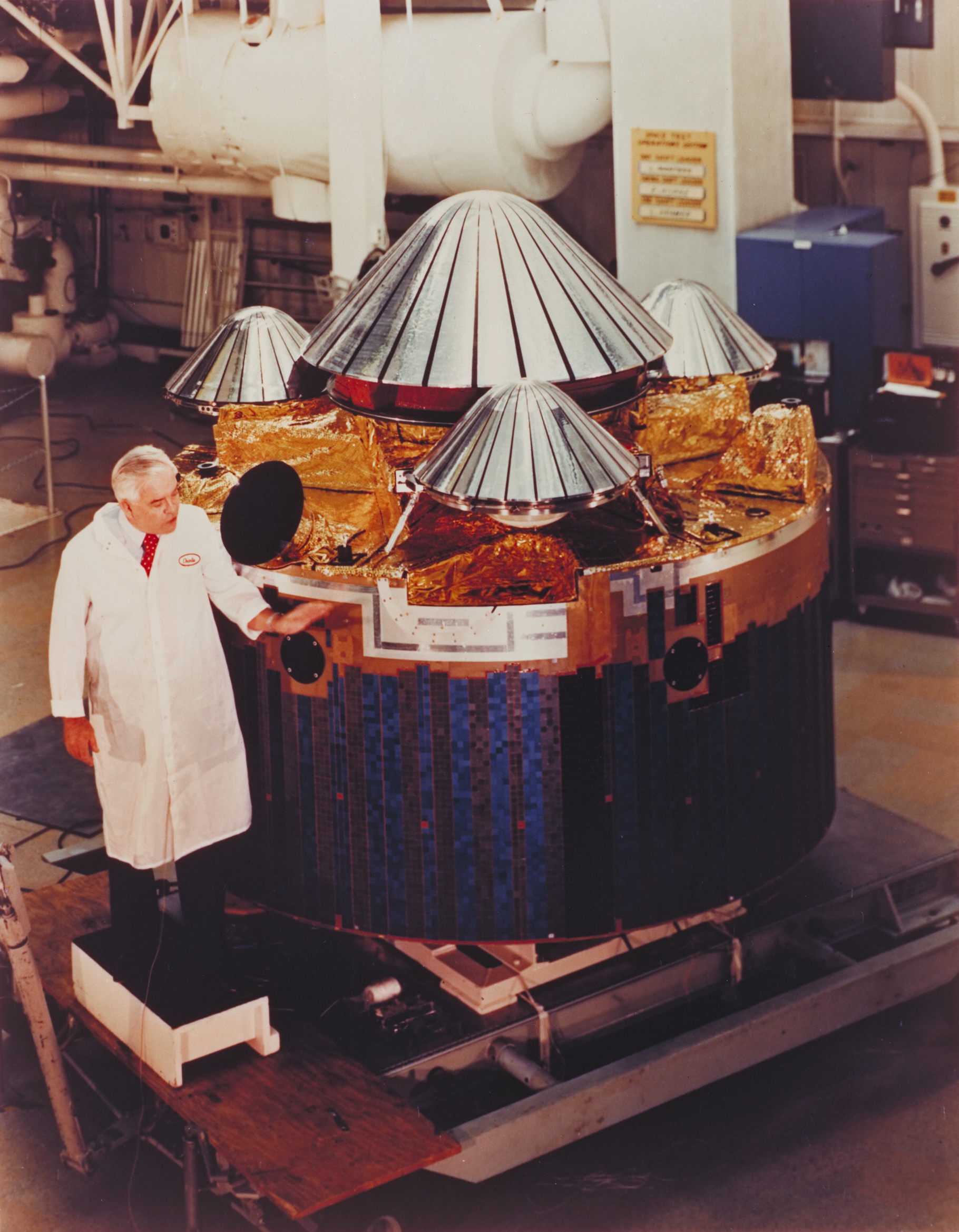
Pioneer Venus 2 et ses quatre atterrisseurs.

Pour rattraper son retard sur les Soviétiques dans la connaissance de Vénus, la NASA décide, après avoir envoyé plusieurs sondes Mariner, de préparer une grande mission d'exploration vers la planète voisine. Elle serait basée sur deux sondes Pioneer, 12 et 13, rebaptisées Vénus 1 et 2.
Pioneer Venus 1 est lancée le 20 mai 1978 et se plaça en orbite autour de Vénus le 4 décembre de la même année.
Pioneer Venus 2 est lancée le 8 août 1978. Elle emportait quatre capsules qu'elle largua dans l'atmosphère vénusienne le 9 décembre. La sonde principale elle-même plongea sur Vénus. Seule une des quatre capsules continua à émettre à partir du sol, mais les autres avaient pu étudier la composition chimique de l'atmosphère. Notamment, l'analyse des concentrations en deutérium permit d'étayer l'hypothèse que Vénus avait possédé jadis une grande quantité d'eau.
- Pioneer Venus 1 - Le satellite Pioneer Venus Orbiter du programme Pioneer Venus (Pioneer 12)
- Pioneer Venus 2 - La sonde Pioneer Venus  Multiprobe du programme Pioneer Venus (Pioneer 13)
  - Pioneer Venus Probe 1 - Partie du programme de sondes Pioneer Vénus
  - Pioneer Venus Probe 2 - Partie du programme de sondes Pioneer Vénus
  - Pioneer Venus Probe 3 - Partie du programme de sondes Pioneer Vénus
  - Pioneer Venus Probe 4 - Partie du programme de sondes Pioneer Vénus
- Pioneer 1P

## Liste des missions Pioneer
| Nom                      | Date lancement    | Lanceur       | Objectif                          | Masse    | Résultats     |
| ------------------------ | ----------------- | ------------- | --------------------------------- | -------- | ------------- |
| Pioneer 0                | 17 août 1958      | Thor-Able     | Survol de la Lune                 | 38 kg    | Échec         |
| Pioneer 1                | 11 octobre 1958   | Thor-Able     | Survol de la Lune                 | 38,3 kg  | Échec         |
| Pioneer 2                | 8 novembre 1958   | Thor-Able     | Survol de la Lune                 | 39,6 kg  | Échec         |
| Pioneer 3                | 6 décembre 1958   | Juno II       | Survol de la Lune                 | 5,87 kg  | Échec         |
| Pioneer 4                | 3 mars 1959       | Juno II       | Survol de la Lune                 | 6,1 kg   | Échec partiel |
| Pioneer P-3              | 26 novembre 1959  | Atlas-Able    | Étude de la Lune                  | 169 kg   | Échec         |
| Pioneer 5                | 11 mars 1960      | Thor-Able     | Étude de l'espace interplanétaire | 43,2 kg  | Succès        |
| Pioneer P-30             | 25 septembre 1960 | Atlas-Able    | Étude de la Lune                  | 175,5 kg | Échec         |
| Pioneer P-31             | 15 décembre 1960  | Atlas-Able    | Étude de la Lune                  | 176 kg   | Échec         |
| Pioneer 6                | 16 décembre 1965  | Thor-Delta E  | Étude de l'espace interplanétaire | 62,14 kg | Succès        |
| Pioneer 7                | 16 août 1966      | Thor-Delta E  | Étude de l'espace interplanétaire | 62,75 kg | Succès        |
| Pioneer 8                | 13 décembre 1967  | Thor-Delta E  | Étude de l'espace interplanétaire | 65,36 kg | Succès        |
| Pioneer 9                | 8 novembre 1968   | Thor-Delta E  | Étude de l'espace interplanétaire | 65,36 kg | Succès        |
| Pioneer E                | 27 août 1969      | Thor-Delta L  | Étude de l'espace interplanétaire | 67 kg    | Échec         |
| Pioneer 10               | 3 mars 1972       | Atlas-Centaur | Survol de Jupiter                 | 258 kg   | Succès        |
| Pioneer 11               | 6 avril 1973      | Atlas-Centaur | Survol de Jupiter et Saturne      | 258,5 kg | Succès        |
| Pioneer Venus Orbiter    | 20 mai 1978       | Atlas-Centaur | Étude de Vénus                    | 582 kg   | Succès        |
| Pioneer Venus Multiprobe | 8 août 1978       | Atlas-Centaur | Étude de Vénus                    | 904 kg   | Succès        |